# Покер

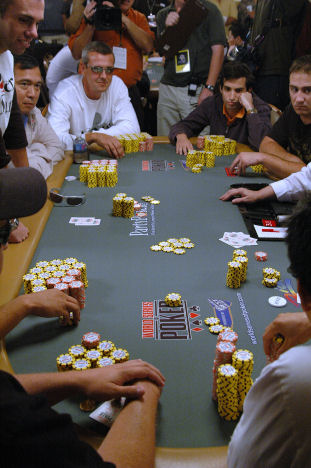

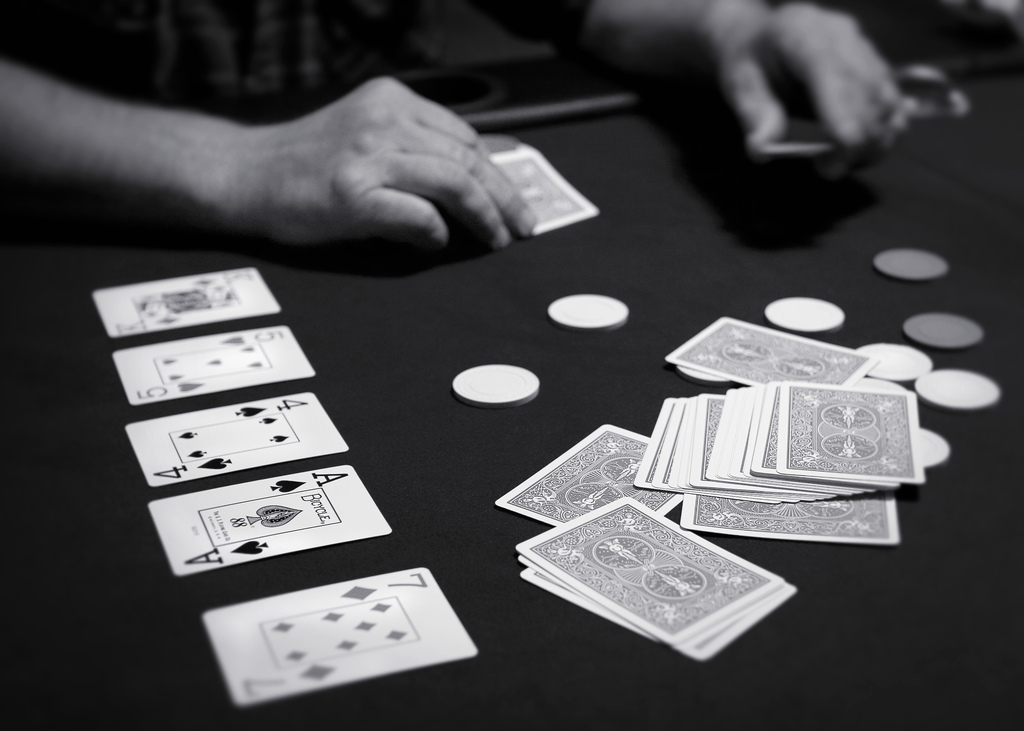
Гра в Техаський холдем. «Холдем» є найпопулярнішим варіантом покеру оскільки саме його використовують у більшості телевізійних турнірів

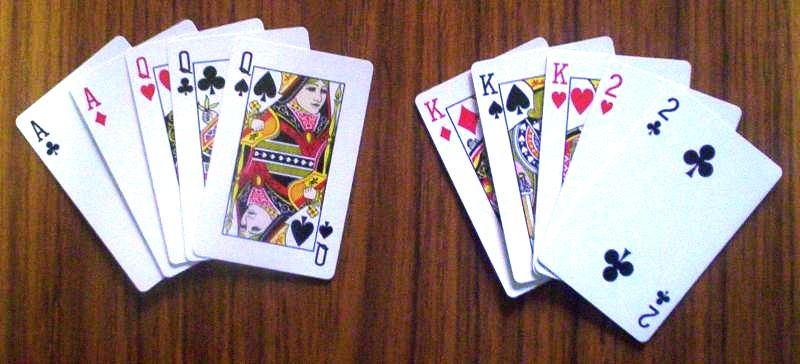
Приклад двох фул-хаусів. Виграє той, що праворуч, оскільки король старший за даму.

Покер — родина азартних та спортивних карткових ігор, в яких перемагають певні комбінації гральних карт.
Існує багато різновидів правил. В класичному покері використовується повна колода з 52 карт без джокерів. В інших різновидах використовують джокери, коротші колоди, кості замість карт тощо.

## Історія
Карти як такі були створені близько 700 років тому в Китаї, і вони прийшли в Європу в другій половині XIV століття. Отже, ми бачимо, що карткова гра не може бути старше самих карток.
У свою чергу, карткові ігри з'являються приблизно через 100 років. Більшість з них були пов'язані зі ставками на певні системи, і правила гри були схожі на кістки.
Покер як картярська гра існує понад 500 років. Перші згадки про гру, схожу на покер, відносяться до 1526 року: у Італії і Іспанії дуже любили грати в «primero», у Франції цю ж гру називали «la prime». Кожному гравцеві роздавалися по 3 карти, після чого по кругу оголошувалися ставки, і у результаті вигравала одна з комбінацій: три або дві карти однакової цінності, або ж три одномасні карти.
До початку вісімнадцятого століття англійський прототип покеру називався «бреґ» (brag), німецький, — «похшпіль» (pochspiel), а французький — «пок» (poque). Причому на руки гравцям здавалося по п'ять карт, а блеф став одним з найважливіших елементів гри.
Прийнято вважати, що сучасна назва гри «покер» утворена саме від назви французької карткової забави XVIII століття.
Одним з перших нову популярну гру описав Джонатан Грін під час своєї подорожі по Міссісіпі в 1834 році. Він не раз спостерігав за тим, як матроси захоплено грали в карти. У грі брали участь 2-4 людини, а колода карт складалася з тузів, королів, дам, валетів і десяток (тобто всього з 20 карт). Грін прозвав цю карткову забаву «грою обманщиків», оскільки встиг відмітити, наскільки в ній було важливо хитрити і блефувати.
Є і інші версії походження цієї картярської гри. Наприклад, згідно з однією, в Китаї першого століття нашої ери дуже схожа на покер гра з'явилася в результаті еволюції доміно, а інша свідчить, що прямий предок покеру — перська гра «As nas», в якій п'ятеро чоловік випробовували долю за допомогою 25 карт п'яти мастей.
У XIX столітті французькі колоністи, що селилися перший час на території Луїзіани, завезли покер до Америки. Гра набула такої популярності, що у свій час навіть вважалася національною картярською грою. В середині XIX століття в покер грали вже колодою з 52 карт.
Повернення покеру до Європи припадає на 1870 рік, коли посол США у Великій Британії полковник Джейкоб Шенк представив гру при дворі королеви Вікторії. Полковник склав докладний опис правил гри в покер, що украй зацікавило королеву.
У XX столітті з'явився клубний покер, що має сьогодні більше десятка різновидів, серед яких «Техаський Холдем», «Омаха», «Дро-покер», «Стад-покер». Найпоширенішим з них є «Техаський Холдем» — перша карткова гра, згідно з загальноамериканською легендою, з'явилася в містечку Робстаун, штат Техас.
Зараз «Техаський Холдем» — офіційна гра на турнірах World Series of Poker (WSOP). Вперше цей Чемпіонат був проведений в 1970 році і натепер щорічно збирає тисячі прихильників в стінах казино Horseshoe в Лас-Вегасі.

## Комбінації
Див. також: Натс (покер)
- Роял-флаш (роял-флеш, англ. royal flush — «королівська масть») — старші п'ять карт (туз, король, дама, валет, десять) однієї масті, наприклад: A♥ K♥ Q♥ J♥ 10♥.

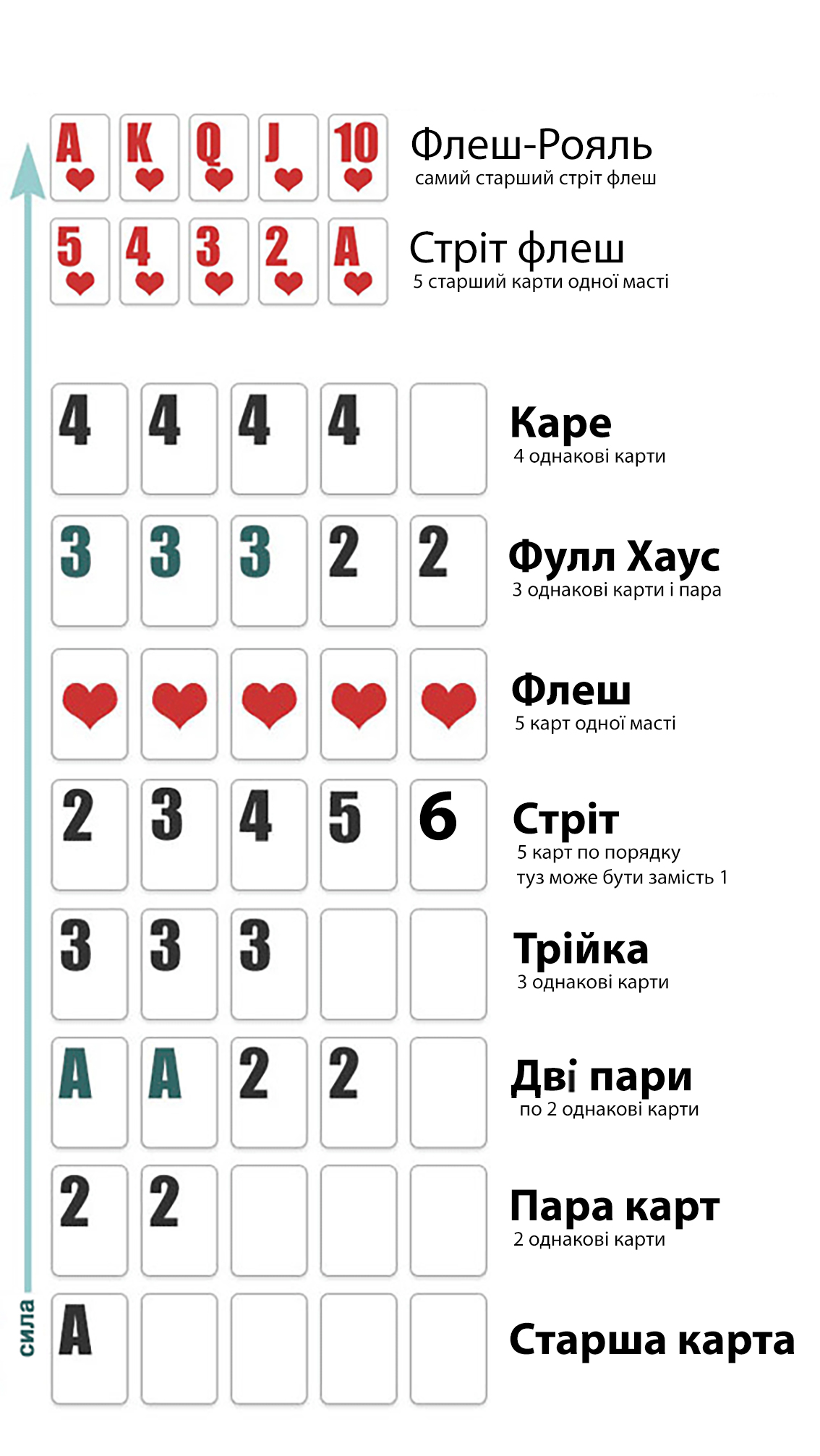

- Стрейт-флаш (стріт-флеш, англ. straight flush — «масть по черзі», «масть по порядку») — п'ять карт однієї масті, що йдуть по зростанню без прогалин, наприклад: 9♠ 8♠ 7♠ 6♠ 5♠.
- Каре (англ. four of a kind, quads — «чотири однакових») — чотири карти одного значення, наприклад: 3♥ 3♦ 3♣ 3♠.
- Фул-хаус (повна хата, англ. full house, full boat — «повний дім», «повний човен») — три карти одного значення та дві інші карти одного значення, наприклад: T♥ T♦ T♠ 8♣ 8♥.
- Флаш (флеш, англ. flush — «масть») — п'ять карт однієї масті, наприклад: K♠ J♠ 8♠ 4♠ 3♠.
- Стрейт (стріт, англ. straight — «по порядку») — карти різних мастей в порядку їх значимості. В деяких правилах враховується круговий стрейт, тобто після туза йде двійка, в деяких це правило не дійсне і стрейт приймається тільки прямий. Наприклад: 5♦ 4♥ 3♠ 2♦ A♦.
- Трійка (сет, тріпс, англ. three of a kind, set — «три однакових», «набір») — три карти одного значення, наприклад: 7♣ 7♥ 7♠ K♦ 2♠.
- Дві пари (англ. two pairs) — дві карти одного значення та дві інші карти одного значення, наприклад: 8♣ 8♠ 4♥ 4♣ 2♠.
- Пара (англ. one pair) — дві карти одного значення, наприклад: 9♥ 9♠ A♣ J♠ 4♥.
- Старша карта (кікер, висока карта, англ. high card) — найбільша карта, наприклад (комбінація називається «старший туз»): A♦ 7♦ 9♠ 5♣ 4♣.

При грі з джокерами у всіх комбінаціях джокер замінює будь-яку необхідну карту.
Якщо у гравців випадають однакові за значимістю комбінації, виграє та в якій старша карта. Наприклад пара трійок старша за пару двійок. У випадку коли карти у противників однозначні, виграє гравець у якого карта старшої масті (старша масть як правило піка, потім йде чирва, бубна, трефа). В найрозповсюдженніших видах покеру (Техаський Холдем, Омаха, Стад) правило про значимість мастей не використовується, тобто при рівних комбінаціях, незалежно від мастей, виграш розподіляється між гравцями.

## Структура та варіації покеру
Усі види покеру можуть гратись у двох варіантах:
- Кеш ігри (cash games, або ring games англ.)
- Турніри

В кеш грі гравці здійснюють ставки безпосередньо грошима. В стандартній кеш грі гравці можуть сісти чи покинути стіл в будь-який момент гри. Сума грошей яку гравець вносить за стіл може бути різною (відповідно до обмежень для конкретного казино). Турнірна гра принципово відрізняється від кеш гри. Турнір має визначений час початку, або починається коли заповняться усі турнірні столи. На початку кожен гравець отримує однакову кількість фішок в обмін на певний грошовий внесок (buy-in англ.), з якого формується призовий фонд турніру. Усі ставки гравець здійснює фішками. У разі програшу усіх фішок гравець покидає турнір. Розмір грошового призу залежить від місця яке гравець зайняв у турнірі. Стандартно призи виплачуться першим 10 %-20 % місцям. Деякі турніри передбачають можливість докупання фішок (rebuy англ). Турнірний покер визнано видом спорту у багатьох країнах. Принциповою різницею між кеш іграми та турнірами є те, що в кеш грі метою гравця є виграш конкретного банку, в той час як в турнірі метою гравця є зайняти чим вище призове місце. Тому виграшна турнірна стратегія сильно відрізняється від стратегії кеш ігор.
За способом здійснення ставок покер поділяють на:
- Лімітний покер
- Безлімітний покер
- Потлімітний покер

У лімітному покері гравець може здійснити ставку тільки певного стандартного розміру. Наприклад при ліміті $1 гравці не можуть піднімати ставку більше ніж на 1 долар. У безлімітному покері розмір ставки не обмежений. Тому гравець при бажанні може поставити в банк усі свої фішки. В потлімітному покері розмір ставки обмежений поточним розміром банку.
В усіх видах покеру комбінації формуються з п'яти карт. Однак порядок роздавання карт та кількість раундів торгівлі у різних видах покеру різний. Найпоширеніші види:
- Дро (Draw) покер. Пять карт роздаються гравцям закрито після чого дозволено замінити певну кількість карт.
- Стад (Stud) покер. Гравці отримують певну кількість карт відкрито і певну кількість закрито впродовж декількох раундів торгівлі.
- Покер зі спільними картами (Community card poker). Кожен гравець отримує незавершену закриту комбінацію, після чого доповнює її п'ятьма спільними відкритими картами.

Кожна покерна роздача є своєрідною боротьбою за банк. Але щоб сформувати стартовий банк за який будуть боротись гравці з них беруть початкові обов'язкові ставки: анте або блайнди. Анте — це обов'язкова однакова ставка, яку здійснюють гравці на початку кожної роздачі. Блайнди — це ставки «в сліпу», що здійснюються гравцями по черзі. Деякі гральні заклади вимагають ставок анте та блайндів одночасно.
Після того як обов'язкові ставки зроблені, гравці отримують певну комбінацію і відбувається раунд торгівлі. Торгівля полягає в тому, що гравці по черзі оголошують свої дії, доки ставки всіх учасників роздачі не будуть зрівняні, або поки не скинуть карти усі противники крім одного. Існують такі можливі варіанти дій у покері:
- Бет — гравець оголошує ставку і додає фішки в банк. Такою дією він змушує того, хто знаходиться після нього зрівняти ставку, або спасувати (тобто відмовитись від боротьби за банк).
- Колл — гравець урівнює ставку, оголошену іншим гравцем перед ним і таким чином продовжує боротьбу за банк.
- Чек — гравець просто передає слово наступному, залишаючи ставку незмінною. Така дія можлива тільки якщо до нього ставка не була зроблена.
- Рейз — гравець підвищує ставку, що була підвищена до нього.
- Фолд — гравець пасує (скидає свої карти), відмовляючись від подальшої боротьби за банк.

Після закінчення раунду торгівлі роздають наступну карту (або обмінюють у дро покері) та настає наступний раунд. Після останнього раунду гравці, які урівняли ставку показують свої комбінації і гравець з найкращою комбінацією забирає банк. У разі, якщо комбінації однакові, учасники ділять банк.
Перед початком кожної нової роздачі два гравці за столом зобов'язані виставити малий і великий блайнди (blinds).
Блайнди — це вимушені ставки, з яких починається відіграш. Без блайндів гра могла би бути нудною, тому що ніхто не повинен був би вкладати гроші до банку, і гравці могли б просто чекати, поки їм не роздадуть кишенькові тузи (АА), і тільки тоді грати. Блайнди гарантують, що на кожній руці буде якийсь рівень «дії».

## Стратегія
При довгій грі гарні карти приходять до кожного гравця з приблизно однаковою частотою, тому задача не в тому, щоб виграти кожну роздачу, а щоб мінімізувати свої втрати при поганих картах і добитися максимального виграшу при добрих. Умілий гравець не лише дуже добре знає імовірності того, що він зможе покращити свої карти, а й повинен дуже добре відчувати, які карти у супротивників, судячи з їхніх ставок і поведінки за столом. Психологія, уміння читати мову тіла, розуміння загальної ситуації — це складові гри, опанувати які можна лише з досвідом.
Хорошою порадою для початків може бути також використання системи Хатчісона. Вона допомагає прийняти правильне рішення, і грати тільки ті руки, які варто грати. Система базується на нарахуванні балів картам в руці, а також оцінці ситуації, в якій знаходиться гравець. Кількість балів, отримана в результаті підсумування, повідомить, чи варто відповідати на ставку, підвищувати її чи краще скинути карти.
Одним з найяскравіших спірних моментів покеру по праву вважаються мічені карти. Не завжди це ознака нечесності — цілком можливо, що хтось із гравців просто впустив вишеньку, тим більше, що шулери мітять колоду так, щоб це було непомітно для інших.

## Покер в Україні
Спортивний покер офіційно визнаний видом спорту 11 червня 2009 року.